# Alezja
Alezja (łac. Alesia) – miasto-gród (oppidum) w starożytnej Galii (we wschodniej Francji, obecnie Alise-Sainte-Reine), miejsce decydującej bitwy (zobacz: bitwa pod Alezją) w wojnie plemion galijskich pod dowództwem Wercyngetoryksa z legionami rzymskimi Gajusza Juliusza Cezara w 52 p.n.e..  
Dzięki prowadzonym pracom archeologicznym udało się w roku 1860 odnaleźć pole bitwy, a także unikatowe pozostałości galijskiej zabudowy (ośmiokątna świątynia z II w. p.n.e. oraz kuta w skale podziemna sala z malowidłami). 
Od 1 grudnia 1908 roku posiada status monument historique, w kategorii classé (zabytek o znaczeniu krajowym).  